# Manal (álbum compilatorio de 1972)
Manal es un álbum compilatorio del conjunto de blues rock argentino Manal. Fue editado en 1972, por el sello RCA, con la cual la banda se había asociado para editar su álbum de estudio El león de 1971. Este álbum recopila todas las pistas de su segundo álbum de estudio, El león, incluyendo los temas del sencillo "Doña Laura"/"Elena", y de algunas canciones que fueron grabadas durante las sesiones del álbum pero no fueron incluidas, "Mujer sin nombre" y "Libre como ayer".
Puede llevar a la confusión fácilmente el hecho que en el lapso de 1970 a 1973 se editaron tres álbumes con el nombre del grupo: Manal es su primer trabajo de estudio editado por Mandioca en 1970, Manal (del presente artículo), editado por RCA en 1972 es una reedición de El león con la adición del sencillo "Doña Laura"/"Elena" editado por RCA, y Manal es un compilatorio doble que además de tener todas las pistas de su primer álbum de estudio, contiene los sencillos que editó Mandioca y algunas pistas inéditas.
Algunas reediciones en CD de El león, incluyen como pistas adicionales las cuatro canciones "Doña Laura", "Elena", "Mujer sin nombre" y "Libre como ayer", por ello tanto la presente compilación como Cronología de 1992 (cuyo contenido era similar), fueron descatalogadas.

## Lista de canciones
Todas compuestas por Javier Martínez, excepto donde se indica.
| Lado A |                        |                             |          |  |
| N.º    | Título                 | Vocalista principal         | Duración |  |
| 1.     | «Doña Laura»           | Martínez y Alejandro Medina | 2.08     |  |
| 2.     | «No hay tiempo de más» | Martínez                    | 3.40     |  |
| 3.     | «Soy del sol» (Medina) | Medina                      | 5.19     |  |
| 4.     | «Mujer sin nombre»     | Martínez                    | 1.43     |  |
| 5.     | «Hoy todo anda bien»   | Martínez                    | 3.12     |  |
| 6.     | «Vamos a la vida»      | Martínez                    | 2.10     |  |
| 7.     | «Libre como ayer»      | Martínez                    | 3.29     |  |

| Lado B |                                |                     |          |  |
| N.º    | Título                         | Vocalista principal | Duración |  |
| 1.     | «Elena»                        | Martínez            | 3.59     |  |
| 2.     | «Si no hablo de mí»            | Martínez            | 4.45     |  |
| 3.     | «El león»                      | Martínez            | 4.03     |  |
| 4.     | «Paula»                        | Martínez            | 5.52     |  |
| 5.     | «Blues de la amenaza nocturna» | Martínez            | 3.31     |  |

- Las canciones "Blues de la amenaza nocturna" y "Elena" son las versiones pertenecientes al álbum de estudio El león de 1971.

## Créditos
Manal
- Claudio Gabis - Guitarras eléctricas
- Javier Martínez - Batería, percusión y voz
- Alejandro Medina - Bajo eléctrico, guitarra y voz

Otros
- Ingeniero de grabación - Carlos Piriz